# 정헌 (전한)
정헌(丁憲, ? ~ ?)은 전한 말기의 관료이자 외척으로, 자는 자위(子尉)이며 산양군 하구현(瑕丘縣)사람이다. 학자 정관의 증손이며, 애제의 생모 정도태후의 숙부이다.

## 생애
건평 2년(기원전 5년), 성문교위(城門校尉)에서 태복으로 승진하였다.
애제가 붕어하고, 정권을 잡은 왕망은 외척 정씨·부(傅)씨의 잘못을 들추어내어 모두 파면하고 고향으로 쫓아냈다.

## 출전
- 반고, 《한서》
  - 권19하 백관공경표 下
  - 권97하 외척전 下

| 전임 왕순 | 전한의 태복 기원전 5년 ~ 기원전 1년 | 후임 왕운 |